# Бье, Феликс
Феликс Бье (21 октября 1838, Лангр, Верхняя Марна — 9 сентября 1901, Сен-Сир-о-Мон-д'Ор) — французский миссионер из Парижского общества заграничных миссий и натуралист.

## Биография
Феликс Бье родился в 1838 году в благочестивой семьи среднего достатка. Трое его братьев стали священниками-миссонерами: Жозеф (1830–1855), миссионер в Маньчжурии, погиб девятью годами ранее во время нападения, Александр (1838–1891), был миссионером в Тибете, и Луи (1845–1886), стал миссионером в Бирме. Три его сестры стали монахинями во Франции.
Бье поступил в семинарию в своем родном городе Лангре. 24 апреля 1862 года он перешёл в семинарию Парижского общества заграничных миссий, которую закончили и его братья. 10 января 1864 года он был рукоположен в сан священника и стал священником своей общины. 15 марта того же года он отправился с миссией в Западный Китай и Тибет. До места назначения он вместе с отцом Жюлем Дюбернаром, позднее погибшем во время восстания 1905 года, добирался на корабле через Каир, Аден, Сингапур, Сайгон и Шанхай. В Китае он был назначен в Апостольское викариатство Лхасы (Тибет).
Первое место служение он получил в Бонге, где находился с марта 1865 по октябрь 1866 года. Когда он был вынужден бежать оттуда после ряда нападений буддистов на миссионеров и новообращённых христиан. После этого он служил в Еркало (или Яньцзине на китайском), где открыл аптеку и филиал миссионерской станции. Он стал участвовать в борьбе с эпидемией оспы, поразившей тогда тибетцев. Феликс Бье акклиматизировал овощи и фруктовые деревья из Европы. Он также был прокурором миссии. Там он вместе с отцом  Огюстом  Десгоденом основал миссию и церковь Церковь Пресвятой Богородицы в Еркало. Ныне (2010 г.) это единственный действующий приход в Тибетском автономном районе. 

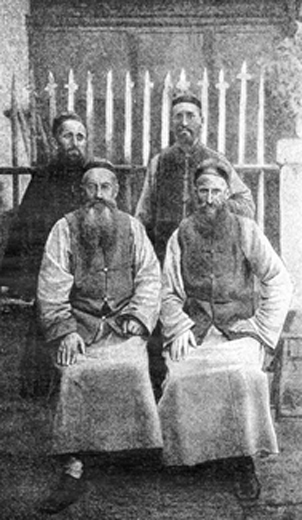
Четверо европейцев в Дацзяньлу. Слева направо: Леонар-Луи Дежан, епископ Феликс Бье, американский тибетолог Уильям Рокхилл и Андре Сулье, 1890 год. Фото принца Анри Орлеанского.

В конце 1877 года его призвали в викариатство в Дацзяньлу, в местную столицу, где он был назначен провикарием. Вскоре умер  Апостольский викарий Жозеф-Мари Шово, и о. Феликс Бье, как провикарий, взял на себя временное управление наместничеством. В августе 1878 года он стал апостольским викарием после того, как 23 июля 1878 года был назначен епископом "in partibus" Дианы. 24 ноября 1878 года он получил епископское посвящение в апостольское викариатство Тибета, резиденция которого находится в  Дацзяньлу (тибетцы называют Дарцедо) в качестве миссионера, и  в 1898 он стал епископом Апостольского викариата Тибета, ныне епархии Кандин. Именно во время его наместничества был убит отец Брие. Научная экспедиция Габриэля Бонвало и принца Анри Орлеанского в июне 1890 года посетила его и других его коллег миссионеров, таких как П. П. Жиродо, Дежан и Сулье, занимавшихся в свободное время ботаникой.
Отец Феликс Бье собрал обширнейшие коллдекции по естествознанию. Он коллектировал бабочек для Шарля Обертюра (1845-1924), который описал в его честь несколько видов, в том числе Anthocharis bieti, Pantoporia bieti и Thecla bieti и многих других. Альфонс Милн-Эдвардс (1835-1900) описал  в 1892 году китайского горного кота (Felis bieti) и в 1897 году новый вид обезьян, чёрного ринопитека (Rhinopithecus bieti), последнюю добыл и прислал в Париж Жан-Андре Сулье. В 1897 году орнитолог Эмиль Устале (1844-1905) посвятил ему описание нового вида кустарницы (Ianthocincla bieti). Зоологические коллекции Фнлиска Бье, собранные в Тибете и Китае, находятся в Национальном музее естественной истории в Париже.
В конце жизни он вернулся во Францию по состоянию здоровья. Его преемником становится монсеньор Пьер-Филипп Жиродо, соадьютор с 1897 года.
Он был дядей французского поэта, драматурга, прозаика и журналиста Эдмона Аракура (1856-1941), известного благодаря фразе «Уйти — значит немного умереть…».